# Реактивне іонне травлення

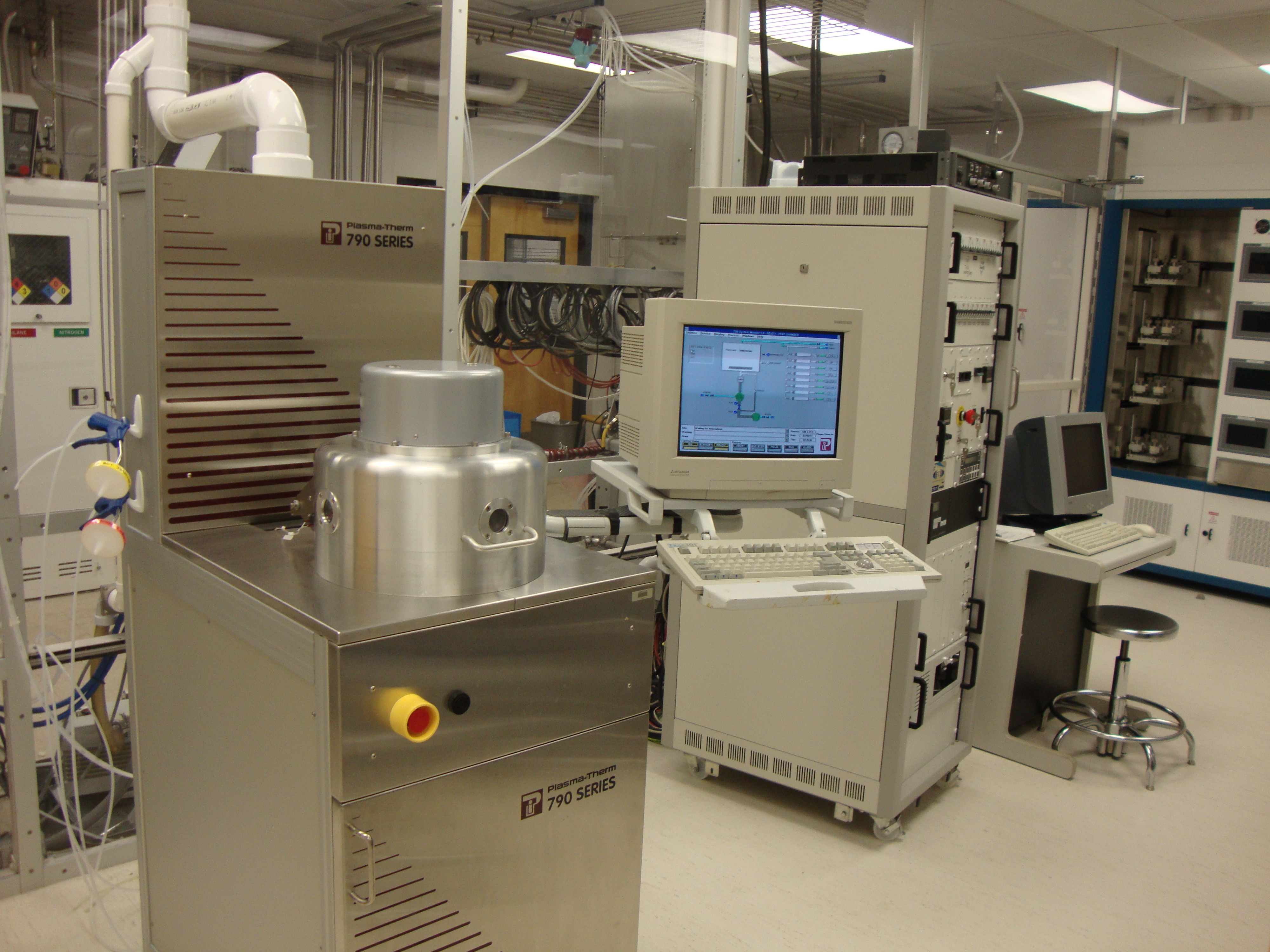
Комерційна установка РІТ в чистому приміщенні

Реакти́вне іо́нне тра́влення (РІТ) — технологія видалення матеріалу з поверхні підкладки (травлення), використовувана в мікроелектроніці, де для видалення матеріалу використовують хімічно активну плазму.
Плазма створюється за низького тиску за допомогою газового розряду. Іони, що виникають у плазмі, прискорюються різницею потенціалів між нею і оброблюваною підкладкою.
Спільна дія фізичного процесу іонного розпилення, і хімічних реакцій іонної активації, призводить до руйнування матеріалу підкладки, або шару на підкладці з утворенням летких сполук і десорбції їх із поверхні.

## Обладнання

Реактивне іонне травлення (внизу) у порівнянні з фотохімічним травленням (посередині)

Найпростішу конструкцію мають системи РІТ, засновані на високочастотному ємнісному розряді. Підкладку поміщають на ізольований від камери стіл, як правило, охолоджуваний, на який подають високочастотну напругу відносно стінок камери. Робочий газ зазвичай подають зверху через спеціальний пристрій, званий газорозподільником, що забезпечує однорідний розподіл потоку робочого газу по камері. При поданні газу і високочастотної напруги між столом і стінками виникає ємнісний високочастотний розряд. Оскільки площа стола менша від площі стінок камери, на ньому (а також на поверхні підкладки, зверненій до плазми) утворюється від'ємний потенціал автоматичного зміщення, що забезпечує потік додатних іонів із плазми. Змінюючи тиск, потужність джерела напруги і склад газів, що подаються, можна отримувати різні режими травлення. Діапазон застосовуваних тисків 0,5…10 Па.
Склад і тиск застосовуваної газової суміші різниться, залежно від матеріалу підкладки і вимог до форми профілю травлення. Наприклад, для анізотропного травлення кремнію через маску з діоксиду кремнію застосовують суміш гексафториду сірки з киснем. Для травлення діоксиду кремнію без впливу на кремній застосовується тетрафторид вуглецю CF4. Останній процес, зокрема, використовують для видалення слідів небажаного оксиду з поверхні підкладки перед проведенням подальших операцій травлення або осадження.
Ємнісний розряд (так само як і тліючий розряд на постійному струмі) обмежує можливість підвищення густини йонного струму. Для її збільшення потрібно або збільшувати напругу або тиск. Збільшення напруги призводить до збільшення катодного розпилення маски, тобто зниження селективності травлення, а також до підвищення потужності, що виділяється на підкладці у вигляді тепла. Збільшення тиску призводить до розсіювання іонів, що падають, на молекулах газу, а отже, до спотворення траєкторії їх руху, зменшуючи анізотропію процесу.

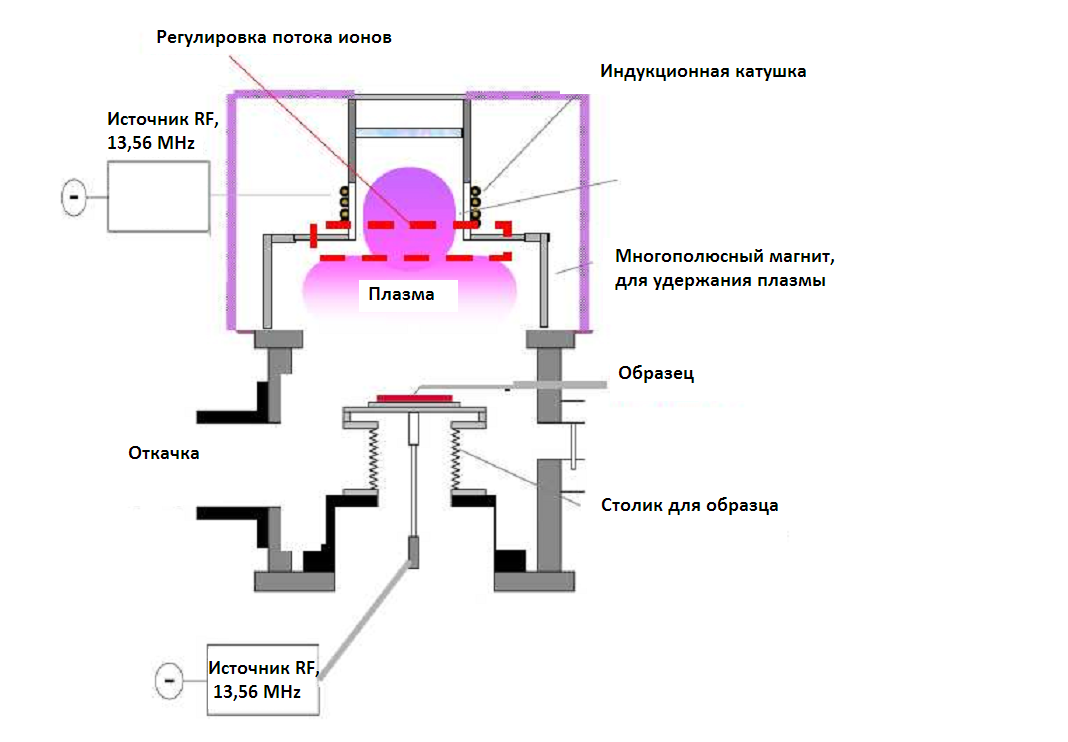
Схема установки РІТ з високочастотним індукційним джерелом плазми

У сучасних системах РІТ для підвищення густини струму використовують окреме джерело плазми. Це можуть бути розряди високочастотного індуктора (ВЧІ), НВЧ, або ЕЦР. Промислового застосування набули тільки системи на розряді ВЧІ. Плазму створює високочастотний індуктор, а йони з неї витягуються поданням високочастотного зміщення на підкладку. Оскільки напруга насичення іонного струму в плазмі розряду ВЧІ не перевищує декількох десятків вольт, вдається отримати поєднання високих густин струму (а, отже, високих швидкостей травлення) з відносно низькою енергією йонів за тисків у діапазоні 0,1…1 Па.